# Advertising Age
Advertising Age (или AdAge) — журнал, посвящённый рекламе, предоставляющий новости, факты и анализ рынка и средств массовой информации. Выходить начал в Чикаго в 1930 году в виде газеты. Сегодня его контент появляется в печатном еженедельнике, распространяемом по всему миру и на многих электронных платформах, включая: www.adage.com. Журнал имеет ежедневные, рассылаемые по электронной почте, информационные бюллетени с названиями Ad Age Daily, Ad Age’s Mediawork и Ad Age Digital, а также еженедельные информационные бюллетени, такие как Madison & Vine (фирменные развлечения) и Ad Age China. Издание выпускает подкаст Why It Matters и различные видео.
На сайте www.adage.com также есть в наличии книжный магазин и несколько блогов. Некоторые блоги, созданные редакцией издания, а другие, такие как Small Agency Diary ведутся членами сообщества Ad Age. В число обозревателей входит Sumon Dumonco, известный как «Media Guy».
Редакция AdAge размещается в Нью-Йорке. Владелец журнала, компания Crain Communications, размещена в Детройте. Это частная издательская компания с больше чем 30 журналами, включая Television Week, Creativity, Crain’s New York Business, Crains’s Chicago Business, Crain’s Detroit Business, Crain’s Clevaland Business и Automotive News.
Один из журналов, Creativity, посвящён креативному процессу, имея свой сайт по адресу: www.creativity-online.com. Данное издание освещает то, что по мнению редакторов является лучшими примерами печатной, видео- и интерактивной рекламы. Сайт www.adcritic.com был приобретён The Ad Age Group в марте 2002 года, и www.creativity-online.com до сих пор доступен по этому адресу.
В 1999 году Advertising Age опубликовала список лучших 100 игроков в истории рекламы. Среди них были Alvin Achenbaum, Bill Backer, Marion Harper Jr., Mary Wells Lawrence, ACNielson, David Ogilvy, and J. Walter Thompson.
В 1980 году Henderson Advertising, основанная James M. Henderson в Гринвиле, Южная Калифорния, стала первым агентством вне Нью-Йорка или Чикаго, которое было названо «Рекламным агентством года» журналом Advertising Age.
1. 1 2 3  The ISSN portal (англ.) — Paris: ISSN International Centre, 2005. — ISSN 0001-8899
2. ↑  Kaufman D. C. Ad Age is getting a new look in rebrand effort (англ.) — New York Post, 2017.